# Edmond-Frédéric Prieur
Pour les articles homonymes, voir Prieur (homonymie).
Edmond-Frédéric Prieur, né à Paris le 4 octobre 1808 et mort dans l'ancien 9e arrondissement de Paris le 20 mai 1849,, est un auteur dramatique français.

## Biographie
Répétiteur à l'institution Massin puis professeur des lettres classiques, ses pièces ont été représentées, entre autres, au Théâtre des Folies-Dramatiques et au Théâtre du Vaudeville.
On lui doit par ailleurs des ouvrages d'éducation.

## Œuvres
- Fils aîné de veuve, drame-vaudeville en 1 acte, avec Lubize, 1833
- Micaela, ou Princesse et favorite, drame en trois actes, mêlé de chant, avec les Frères Cogniard et Adolphe Poujol, 1837 (sous le pseudonyme de F. Maillard)
- Allons a la chaumière, vaudeville en un acte, avec Aristide Letorzec, 1839